# المتحري وحيد (مسلسل 1996)
المتحري الوحيد (بالإنجليزية: Inspector Gadget's Field Trip)‏، هو مسلسل علمي كوميدي كرتوني وإحدى مُسلسلات سلسلة المتحري وحيد الذي عُرف باسم المحقق غادجيت، تم عرضه في 3 نوفمبر 1996 واستمر لغاية 4 يناير 1998، دُبلج للغة العربية من قبل مركز الزهرة وتم عرضه على قناة سبيستون.

## روابط خارجية
- المتحري وحيد على موقع IMDb (الإنجليزية)
- المتحري وحيد على موقع كينوبويسك (الروسية)
- المتحري وحيد على موقع قاعدة بيانات الفيلم (الإنجليزية)